# 西部警察 PART-II サウンド・トラック盤 VOL.2
『西部警察 PART-II サウンド・トラック盤 VOL.2』（せいぶけいさつ パートツー サウンド・トラックばん ボリュームツー）は、テレビドラマ『西部警察』のサウンドトラックアルバム。1982年11月21日発売。

## 概要
PART-IIのサウンドトラック第2弾。前作から再録された曲の一部は、新たに効果音が被せられている。
3曲収録されているブリッジは、LPでは「BRIDGE」としか表記されていなかったが、CD化の際に区別しやすいように改題された。

## 収録曲
1. 西部警察PART-IIテーマ・TVサイズ ワンダフル・ガイズ[1][2]
2. スーパー・チェイサー[1]
3. BRIDGE (A)
4. パトカー・コンボイ[1][2]
効果音はシングル用に被せられたものと異なる。
5. 友情[1]
6. 西部警察PART-IIテーマ・フルサイズ ワンダフル・ガイズ[1]
7. トワイライト・パトロール[2]
効果音がないバージョンは、2006年発売の『西部警察 ミュージックファイル 〜テイチク音源による初収録曲&ベスト・セレクション〜』が初出となる。
8. BRIDGE (B)
9. 気分は最高[1]
10. 涙は俺がふく
11. デンジャラス・チェイス[1][2]
12. BRIDGE (C)
13. サラブレッド[1]
14. ダウンタウンに陽はさして
15. 軍団マーチ[1]
16. ダーティー・ヒーロー[1]
17. ハッピー・ボーイ[1]
18. ジャングル・ヒーロー[1]
19. 時間よお前は・・・・

- #1-9,11-18作曲・編曲：羽田健太郎
- #10 作詞：なかにし礼 作曲：弦哲也 編曲：竜崎孝路
- #19 作詞：なかにし礼 作曲：浜圭介 編曲：竜崎孝路
- 演奏：高橋達也&東京ユニオン(#1-9,11-18)
- 歌：石原裕次郎(#10,19)

1. 1 2 3 4 5 6 7 8 9 10 11 12  『西部警察 PART-II サウンド・トラック盤』からの再録
2. 1 2 3 4  効果音付き

## 資料
- 西部警察 誕生30周年 サウンド・トラック・アルバム大全集（2009年、テイチクエンタテインメント）